# 红衫军 (意大利)

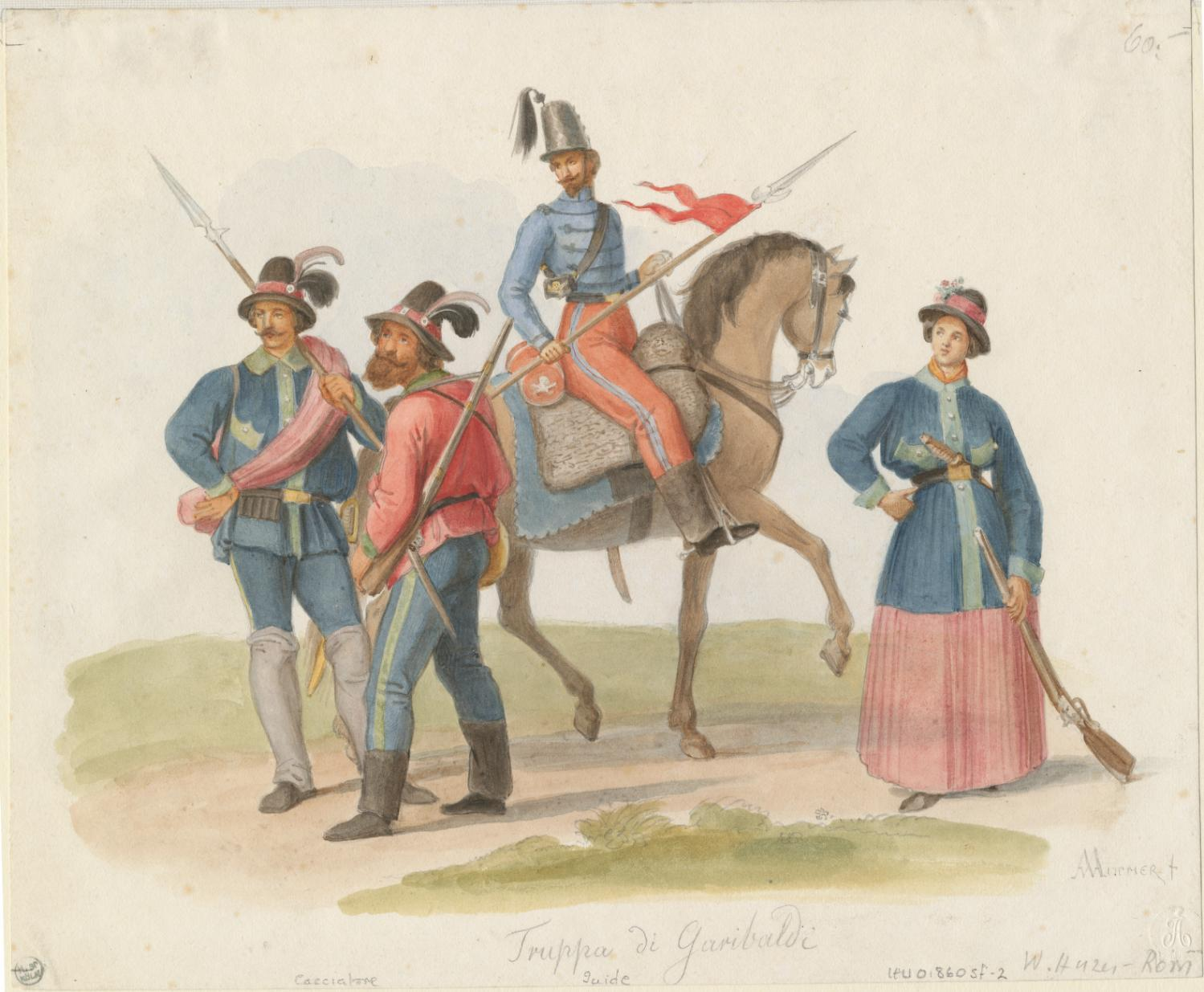
加里波第的部队

红衫军（意大利语：Camicie Rosse），又称红袍军（意大利语：Giubbe Rosse），是追随朱塞佩·加里波第在意大利南部的革命军的名字（参见千人远征）。这个名字源自革命者们所穿的红色衬衫（制备完整的制服远远不是普通意大利爱国者的能够负担得起的）。

## 背景

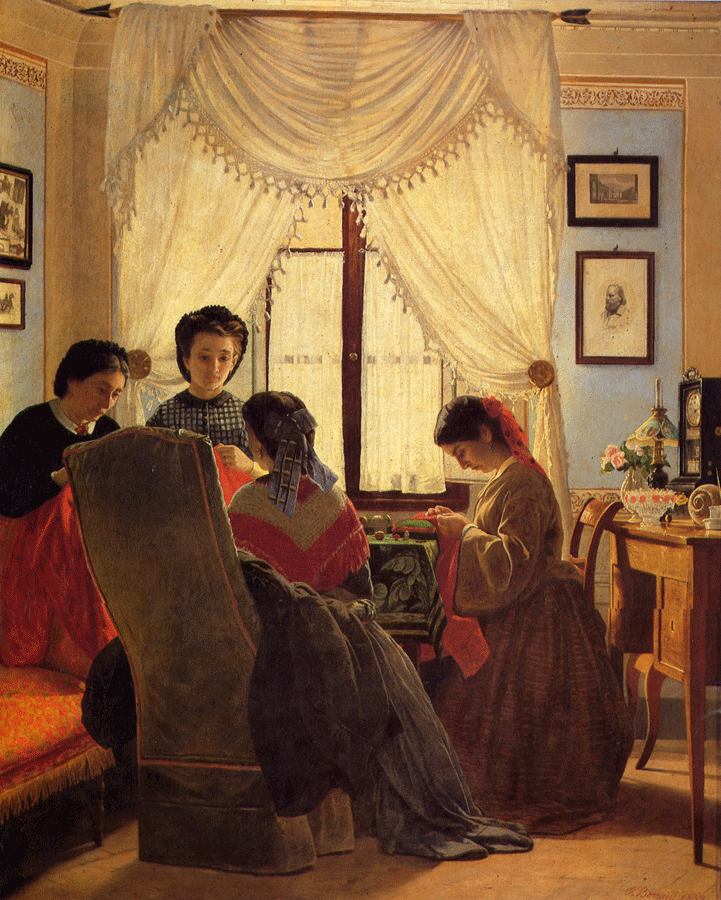
为志愿者们缝补红衫： 由Odoardo Borrani作，1863年。

意大利民族主义者身着红色衬衫的传统源自领袖朱塞佩·加里波第：加里波第在1843年爆发的乌拉圭内战中，偶尔得知蒙得维的亚有一家工厂打算把一批红衫出口到布宜诺斯艾利斯的屠宰场，而加里波第与他的追随者就是从这家工厂获得这些红衫的。红衫也由此成为了加里波第和他的追随者们的标志。离开南美洲后，加里波第在纽约待了一段时间，而现在这两个地方声称自己才是加里波第红衫的发源地。
加里波第在乌拉圭内战期间掌握的卓越游击战术，对巴西皇帝和阿根廷的领土野心的抗争，与1846年成功帮助乌拉圭战胜帝国主义，保住国家独立，都使加里波第的和他的追随者们被意大利乃至全欧洲的人民视作英雄。加里波第“Gran Chico Fornido（魁梧的大家伙）”的绰号也由此而来。
在乌拉圭首都蒙得维的亚的意大利人请求下，加里波第于1843年组建了意大利军团。随后有人宣称加里波第的“千人团”从蒙得维的亚的一家工厂获得了一批曾打算出口到阿根廷一屠宰场的红色衬衫，并视为“红衫军”一词的起源。然而，并没有文献记录19世纪40年代的阿根廷屠夫会穿红色衬衫，而意大利语“红衫军”（Camicie Rosse）更要等到1849-50年的罗马之战才出现。 

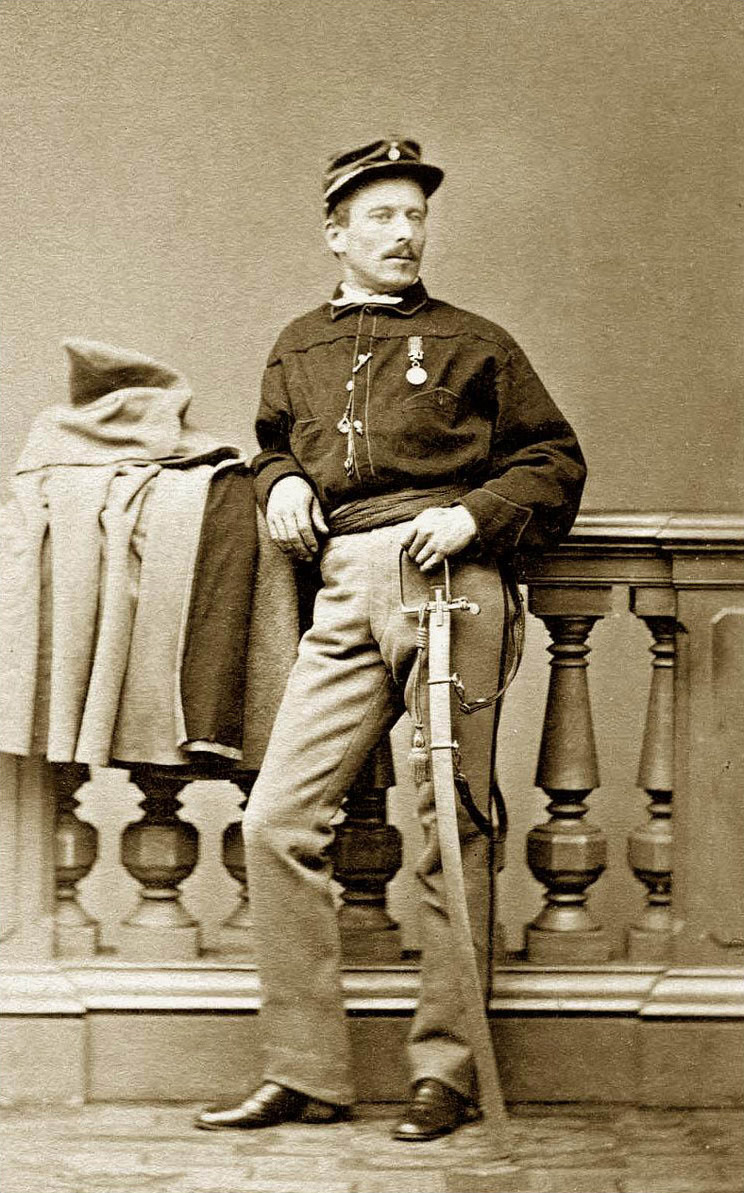
朱塞佩·巴博吉利奥，一名身着红衫和马沙拉奖章的千人团志愿者

约在1850年到1853年间，加里波第与意大利爱国者和发明家安东尼奥·穆奇共同在纽约市史泰登岛的一座哥特式住宅待了一段时间（该住宅现在已被指定为纽约市地标）。岛上还有一座加里波第纪念馆。 
在美国内战前的纽约， 志愿消防局是被视作一群伟大的工人阶级英雄。他们的勇气、公民精神以及兄弟情谊在整个纽约都引起了狂热的追随，这些早期的追随者被称作“火焰爱好者”。 

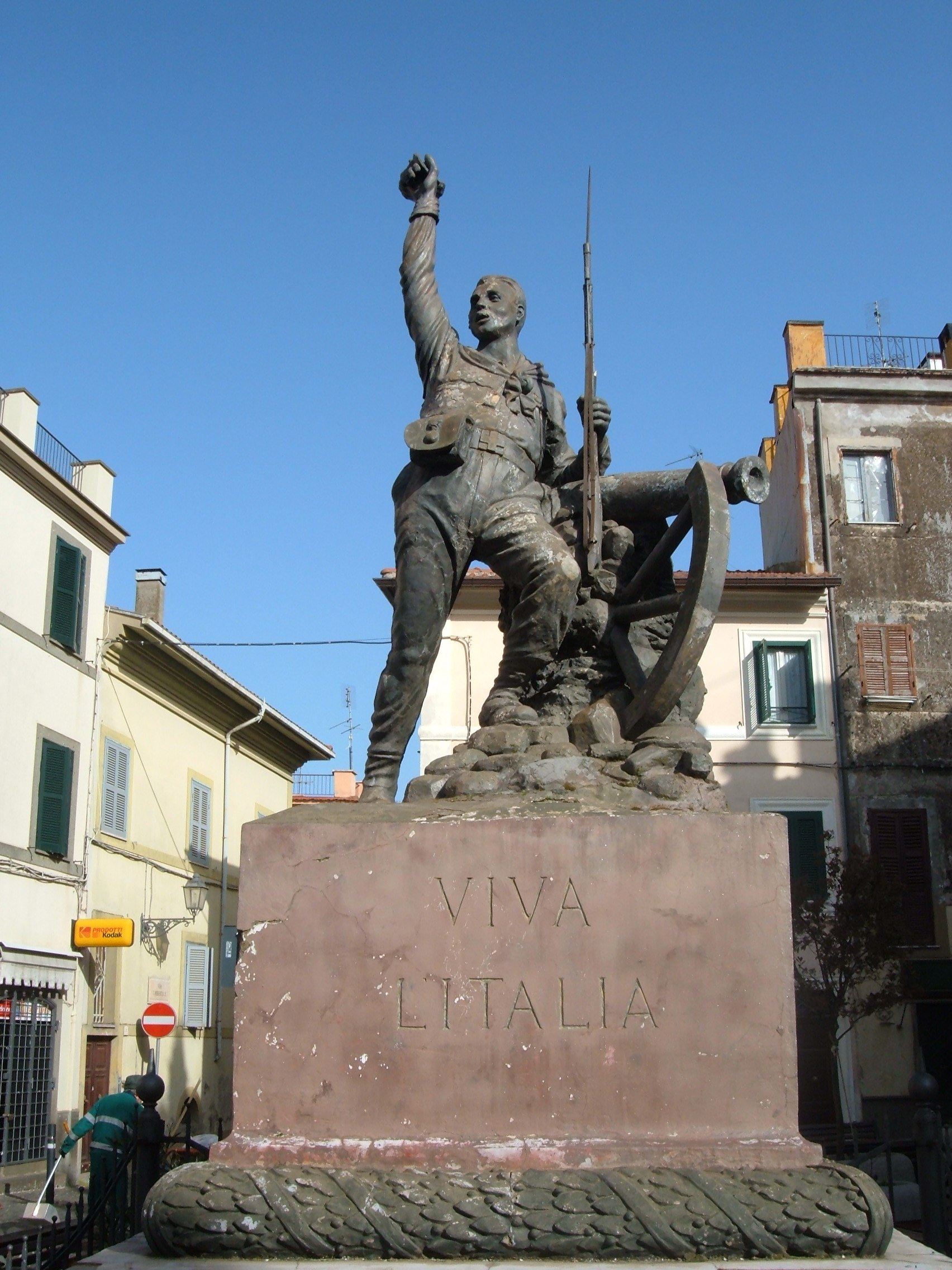
加里波第爱国纪念碑，位于意大利蒙泰波尔齐奥。

纽约志愿消防局对制服并没有硬性的规定，但消防队员们都穿着红色的法兰绒衬衫。当加里波第结束在纽约逗留，返回意大利时，首次有文献记载的“红衫军”出现在他的追随者中。 
加里波第仍是纽约当地欧洲移民中的英雄。“加里波第卫队”（第39届纽约州志愿团）参加了1861年至1865年的美国内战 。红色羊毛的“加里波第衬衫”被全团士兵接纳为制服。
所谓的女装“加里波第衬衫”，于1860年由法国的尤金妮亚皇后发扬，经过多年流行与不断改良，最终形成了维多利亚时代潮流的腰衫和现代的女式衬衫 。
朱塞佩·加里波第的儿子后来率领红衫军在1897年的希土战争以及1912年的第一次巴尔干战争中与希腊军队并肩作战。 
墨索里尼在组建其法西斯政权下的黑衫军时，吸纳了包括红衫军、希特勒的冲锋队（SA）、以及爱尔兰的奥·杜飞的蓝衫党等多个军事组织的灵感 。然而，历史学家基本不会将加里波第与准法西斯主义联系在一起 。自1865年成立以来，诺丁汉森林足球俱乐部一直自豪地以加里波第红衫作为主队球服。

## 相关图片

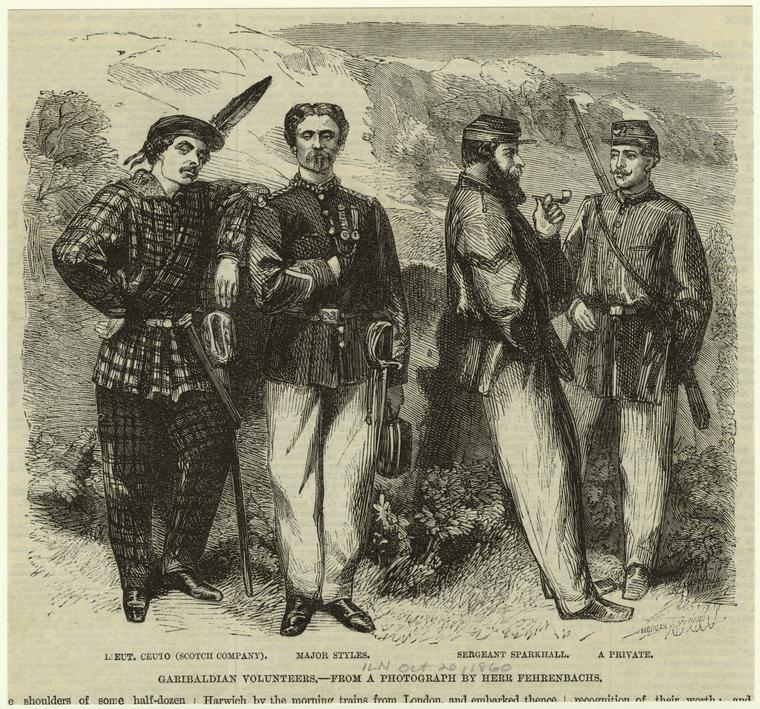
加里波第志愿者
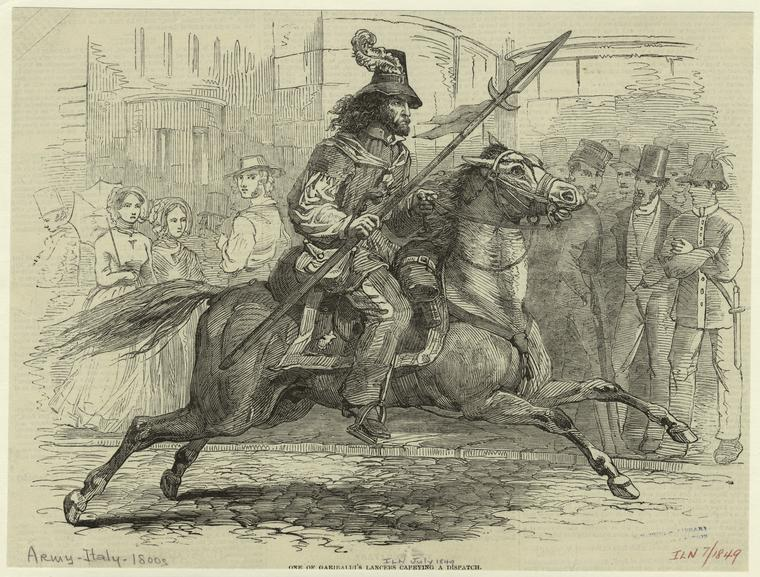
加里波第骑士
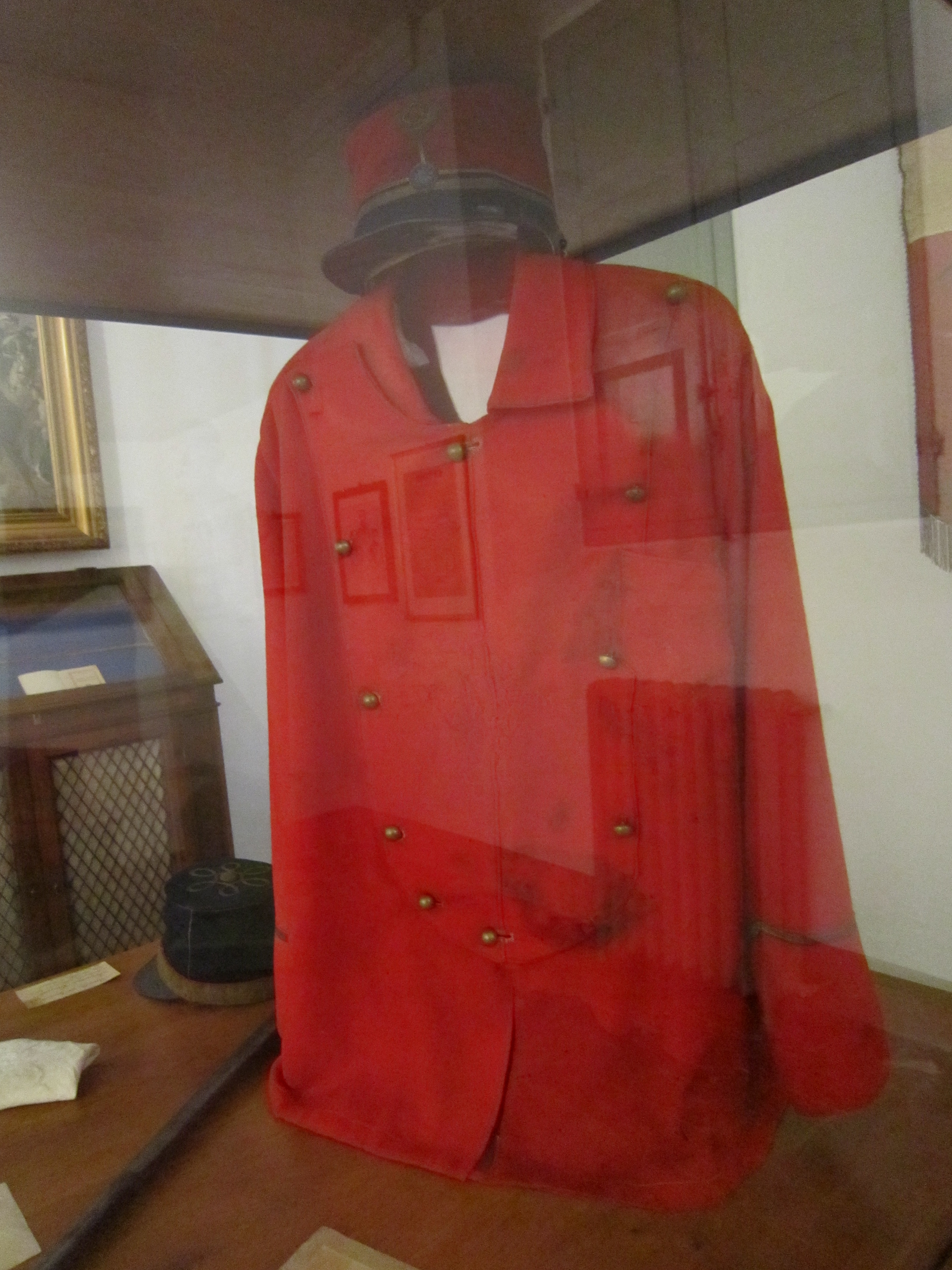
意大利政治家安东尼奥·弗拉蒂的红色制服 - 他在1897年爆发的希土战争中丧生